# Barricade (videojoc)
Barricade és un clon de la màquina recreativa Blockade fabricada per RamTeK el 1976.